# Тридцять шість драматичних ситуацій
Тридцять шість драматичних ситуацій — теорія про базові ситуації, на яких побудовані всі драматичні твори, викладена французьким театральним критиком Жоржем Польті в однойменній книзі 1895 року. Англійською мовою книга Польті вийшла в 1916 році і здобула велику популярність. Подібні думки щодо базових ситуацій також висував Володимир Пропп в книзі «Морфологія казки» (1928), де описував 31 функцію дійових осіб, значимих для сюжету. Крістофер Букер обґрунтовував існування базових сюжетів, до яких можна звести всі художні твори, у книзі «Сім основних сюжетів» (2004).
В одному творі можлива наявність кількох ситуацій із пропонованих Польті. Вони однаково застосовні як до вистав, п'єс, романів, так і фільмів чи відеоігор. Ті самі драматичні ситуації використовуються і в рекламі.

## Основні ситуації та їхні елементи
1. Благання: Гнобитель, Прохач, Сила, яку доводиться просити про допомогу. Прохач зазнає певних утисків, шкоди з боку Гнобителя. Він просить допомоги в когось, але той вагається і не відповідає одразу.
Варіанти:
- Втікачі просять в сильних допомоги у війні. Прохання про здійснення благочестивого вчинку, який був заборонений. Прохання надати притулок, щоб померти в ньому.
- Жертва лиха просить виявити до неї гостинність. Прохання захистити близьких від осоромлення. Пошук прощення, ліків чи сприяння в чомусь. Передача під чийсь захист тіла, останків, реліквій.
- Прохання в сильного про убезпечення близьких. Прохання від імені родича. Прохання про допомогу в коханого матері.

2. Порятунок: Нещасний, Переслідувач/Погрожувач, Рятівник. Нещасний перебуває в небезпеці через Переслідувача. Але прибуває Рятівник і усуває загрозу.
- Прибуття рятівника до приреченого.
- Батько повертає трон завдяки дітям.
- Друзі чи незнайомці приходять на допомогу за колишні послуги або гостинність.

3. Помста за злочин: Месник, Винний, Злочин. Месник здійснює помсту Винному за колишній злочин.
- Помста за вбитого батька чи родича. Помста за вбиту дитину чи нащадка. Помста за осоромлення дитини. Помста за вбитого чоловіка/дружину. Помста за власне осоромлення чи осоромлену дружину. Помста за вбиту кохану. Помста за вбитого чи пораненого друга. Помста за збезчещення сестри.
- Помста за умисну шкоду майну чи крадіжку. Помста за крадіжку, здійснену в відсутність власника. Помста за спробу вбивства. Помста за брехливе звинувачення. Помста за насильство. Помста за відбирання власності. Помста багатьом за обман одного з них.
- Професійне переслідування злочинця.

4. Помста близькому за близького: Пам'ять про образу, Родич-месник, Родич-винний, Родичі обох. Родич завдає шкоди іншому родичу. За якийсь час той здійснює помсту і карає винуватця.
- Помста матері за смерть сина. Помста батькові за смерть матері.
- Помста сину за смерть його брата.
- Помста дружини чоловікові за смерть свого батька.
- Помста дружини батькові за смерть чоловіка.

5. Переслідування: Злочин/Помилка і Покарання, Втікач від Покарання. Персонажа хтось чи щось переслідує і карає його за минулі вчинки.
- Втеча від правосуддя.
- Боротьба героя проти влади.
- Несправжній божевільний, що бореться з лікарем.

6. Раптове лихо: Ворог-переможець/Вісник лиха, Переможений. Відбувається жахлива подія за участю Ворога-переможця, або вона невидима безпосередньо, але прибуває Вісник і розповідає про неї.
- Поразка. Загибель батьківщини. Занепад моралі. Природна катастрофа.
- Скинення монарха.
- Страждання від невдячності. Страждання від несправедливого покарання чи ворожнечі. Страждання від свавілля.
- Відмова коханого чи чоловіка. Діти, загублені батьками.

7. Жертва жорстокості чи безталання: Гнобитель/Джерело нещастя, Жертва. Жертва зазнає страждань через збіг обставин або дії Гнобителя.
- Невинний, що став жертвою інтриги.
- Невинного пограбовано тими, котрі мусили його захищати.
- Сильний зазнає утисків і презирства. Улюбленця чи близького забувають.
- Втрата останньої надії.

8. Бунт: Тиран, Змовник/Змовники. Проти злого Тирана Змовником здійснюється бунт або він сприяє йому.
- Змова одного. Змова кількох.
- Повстання одного, яке спричиняє повстання багатьох. Повстання багатьох.

9. Відважна спроба: Сміливець, Об'єкт спроби, Противник. Сміливець береться за досягнення чогось, що здається важким чи неможливим.
- Приготування до війни.
- Війна. Битва.
- Заволодіння бажаним. Повернення бажаного.

10. Викрадення: Викрадач, Викрадений, Охоронець/Перешкода. Викрадач викрадає когось/щось, але йому на заваді стає Охоронець чи Перешкода.
- Викрадення жінки попри її волю.
- Викрадення жінки за її згодою.
- Повернення жінки без убивства викрадача. Повернення жінки з убивством викрадача.
- Порятунок полоненого друга. Порятунок полоненої дитини.
- Порятунок душі, викраденої помилково.

11. Таємниця: Запитувач, Шукач, Проблема. Запитувач ставить Шукача перед Проблемою, яку той мусить вирішити.
- Пошук людини під страхом смерті.
- Вирішення загадки під страхом смерті. Вирішення загадки коханої жінки.
- З'ясування імені. З'ясування справжньої статі. Випробування для з'ясування розумових здібностей.

12. Досягнення: Прохач, Противник, Суддя. Прохач просить щось у Противника, але той відмовляє і бажаного доводиться досягати іншими способами. Або є групи противників, що не можуть дійти згоди і шукають допомоги в Судді.
- Зусилля для досягнення цілі силою чи хитрощами.
- Зусилля для досягнення цілі переконуванням чи красномовством.
- Суперечка із Суддею.

13. Ненависть між близькими: Ненависник, Ненависний. Родичі взаємно ненавидять одні одних і проявляють ненависть діями.
- Ненависть до свого брата. Взаємна ненависть між братами. Ненависть між родичами через особисту вигоду.
- Ненависть до свого батька чи сина. Взаємна ненависть між батьком і сином. Ненависть дочки до батька.
- Ненависть внука до діда.
- Ненависть зятя/до зятя.
- Ненависть невістки до свекрухи.
- Вбивство своїх дітей.

14. Суперництво між близькими: Успішний, Знехтуваний, Предмет суперництва. Родичі конкурують за щось, часто людину, яка проявляє більшу симпатію до одного з них і меншу до іншого.
- Суперництво з братом для завдання йому шкоди. Взаємне суперництво між братами для завдання шкоди одне одному. Суперництво між братами з перелюбом одного з них. Суперництво між сестрами.
- Суперництво батька й сина через неодружену жінку. Суперництво батька й сина через одружену жінку. Суперництво сина з батьком через батькову дружину. Суперництво матері з дочкою.
- Суперництво небожів.
- Суперництво друзів.

15. Вбивчий перелюб (адюльтер): Перелюбники, Обманутий. Персонаж дізнається про перелюб коханої людини, що завершується смертю когось із суперників.
- Вбивство чоловіка, вчинене коханцем чи заради коханця. Вбивство довірливого коханця.
- Вбивство дружини заради коханки чи отримання коханцями з убивства вигоди.

16. Божевілля: Божевільний, Жертва. Персонаж тимчасово втрачає розум та завдає шкоди іншим.
- Родичі, вбиті при божевіллі. Коханий/кохана, вбиті при божевіллі. Вбивство при божевіллі чи завдання шкоди людині, до якої немає ненависті.
- Сором, накликаний на себе через божевілля.
- Втрата близьких через божевілля.
- Божевілля, спричинене страхом успадковано збожеволіти.

17. Згубна необережність: Необережний, Жертва/Згуба. Нерозсудна людина через свої дії щось втрачає або завдає шкоди іншим.
- Необережність, що стала причиною власної невдачі. Осоромлення себе через необережність.
- Цікавість, що стала причиною власної невдачі. Втрата коханої людини через необережність.
- Цікавість, що стала причиною смерті чи невдачі інших. Цікавість, що стала причиною смерті родича. Цікавість, що стала причиною смерті коханої людини. Довірливість, що стала причиною смерті родичів.

18. Мимовільне кровозмішення: Коханець, Кохана, Впізнавання одне одного. Двоє вступають в інтимний зв'язок, після чого виявляють, що є близькими родичами.
- Відкриття, що хтось одружився з власною матір'ю. Відкриття, що хтось мав інтимний зв'язок з власною сестрою.
- Відкриття, що хтось одружився з власною сестрою. Одруження на власній сестрі, умисно влаштоване кимось. Неусвідомлений зв'язок із власною сестрою.
- Неусвідомлене зґвалтування власної дочки.
- Неусвідомлений перелюб.

19. Мимовільне вбивство близького: Вбивця, Невпізнана жертва, Впізнавання. Вбивця вбиває або завдає шкоди іншій особі, після чого впізнає в ній близьку людину.
- Неусвідомлене вбивство власної дочки за велінням оракула чи божества. Неусвідомлене вбивство дочки через політичні обставини. Неусвідомлене вбивство дочки через конкуренцію в коханні. Неусвідомлене вбивство дочки через ненависть до коханого.
- Неусвідомлене вбивство власного сина. Неусвідомлене вбивство сина, скоєна за чиєюсь намовою.
- Неусвідомлене вбивство власного брата.
- Вбивство невпізнаної власної матері.
- Неусвідомлене вбивство власного батька, скоєне через помсту або за намовою.
- Неусвідомлене вбивство власного діда, скоєне через помсту або за намовою.
- Ненавмисне вбивство коханої.
- Відмова рятувати життя невпізнаного власного сина.

20. Самопожертва в ім'я ідеалу: Герой, Ідеал, Жертва. Герой віддає щось цінне для себе заради ідеалу.
- Пожертвування життям заради дотримання слова. Пожертвування життям заради добробуту інших. Пожертвування життям заради сімейного обов'язку. Пожертвування життям заради віри.
- Пожертвування любов'ю і життям заради віри чи справи. Пожертвування любов'ю заради інтересів держави.
- Пожертвування добробутом заради виконання обов'язку.
- Пожертвування ідеалом честі заради ідеалу віри.

21. Самопожертва заради близьких: Герой, Близька людина, Жертва. Герой віддає щось цінне для себе для допомоги друзям чи близьким.
- Пожертвування власним життям заради близької людини. Пожертвування власним добробутом заради щастя близької людини.
- Пожертвування амбіціями заради щастя батька. Пожертвування амбіціями заради життя батька.
- Пожертвування любов'ю заради щастя батька. Пожертвування любов'ю заради щастя дитини. Пожертвування любов'ю заради батька чи дитини через несправедливі закони.
- Пожертвування життям і честю заради щастя батька чи коханого. Пожертвування скромністю заради щастя батька чи коханого.

22. Жертва пристрасті: Закоханий, Об'єкт пристрасті, Жертва. Закоханий необдумано віддає щось цінне заради Об'єкта пристрасті (жінки, багатства, азарту).
- Пристрасть руйнує дану обітницю цнотливості. Знищення поваги до священика. Майбутнє, зруйноване пристрастю. Влада, знищена пристрастю. Влада, розум і здоров'я, знищені пристрастю. Знищення добробуту, життя і честі пристрастю.
- Спокуси, що знищують почуття обов'язку і благочестя.
- Знищення честі, добробуту через розпусту.
- Знищення честі, добробуту через будь-яку іншу пристрасть.

23. Жертва близьким чи коханим через необхідність: Герой, Жертва, Мотив жертвування. Герой мусить віддати перевагу виконанню обов'язку перед добробутом коханої або близької людини.
- Необхідність пожертвувати власною дочкою заради суспільних інтересів. Пожертвування дочкою заради виконання клятви богу. Пожертвування доброчинцями або близькими заради віри.
- Необхідність пожертвувати невідомою іншим дитиною на вимогу. Необхідність пожертвувати батьком або чоловіком на вимогу. Необхідність пожертвувати зятем заради суспільного блага. Необхідність боротися із зятем заради суспільного блага. Необхідність боротися з другом.

24. Суперництво нерівних: Сильний суперник, Слабкий суперник, Предмет суперництва. Двоє суперників, які мають завідомо різні сили, конкурують за щось.
- Суперництво смертного з безсмертним. Суперництво чаклуна зі звичайною людиною. Суперництво завойовника і переможеного. Суперництво короля з дворянином. Суперництво можновладця і вискочки. Суперництво багатого з бідним. Суперництво шанованого і підозрюваного. Суперництво майже рівних. Суперництво двох чоловіків проти однієї жінки.
- Суперництво чаклунки з простою жінкою. Переможниці з ув'язненою. Королеви з підданою. Пані зі служницею. Суперництво жінки з пам'яттю (уявленням) про кращу жінку.
- Подвійна конкуренція сильного зі слабким і слабкого з іще слабшим.

25. Перелюб: Порушник вірності, Обманутий, Порушення вірності. Персонаж дізнається про зраду коханої людини на користь іншої.
- Кохана зраджена заради молодшої. Кохана зраджена заради молодої чужої дружини.
- Зрада дружині через розпусту. Зрада дружині задля двоєженства. Зрада дружині з молодою дівчиною, яка не любить порушника вірності. Дружина, якій заздрить молода дівчина, закохана в її чоловіка. Проституція.
- Злий чоловік зраджений дружиною заради коханця. Чоловік помилково думає, що дружина забула суперника. Звичайний чоловік зраджений заради симпатичного коханця. Хороший чоловік зраджений заради гіршого. Хороший чоловік зраджений заради дивного чоловіка. Хороший чоловік зраджений заради звичайного розпусною дружиною. Гарний чоловік зраджений заради менш гарного, але корисного.
- Помста обманутого чоловіка. Пожертвування ревнощами заради спільної справи. Чоловіка переслідує покинутий суперник.

26. Злочинне кохання: Закоханий(а), Коханий(а). Кохання не схвалюється іншими, виявляється незаконним чи аморальним.
- Мати закохана в сина. Дочка закохана в батька. Зґвалтування дочки батьком.
- Жінка закохана в свого пасинка. Жінка і пасинок закохані одне в одного. Жінку кохають і батько і син, обоє приймаючи це.
- Чоловік стає коханцем власної невістки. Брат і сестра закохані одне в одного.
- Чоловік закоханий в іншого чоловіка, який піддається.
- Жінка закохана в тварину.

27. Відкриття безчестя коханої людини: Відкривач правди, Винний. Персонаж дізнається, що кохана людина здійснила ганебний вчинок.
- Відкриття ганьби матері. Відкриття ганьби батька. Відкриття ганьби дочки.
- Відкриття ганьби в сім'ї нареченої. Відкриття, що дружина була зґвалтована до шлюбу. Відкриття колишньої ганебної помилки дружини. Відкриття, що дружина була повією. Відкриття, що дружина, яка була повією, повернулася до колишнього заняття. Відкриття, що коханий/кохана є негідником.
- Обов'язок покарати сина, який виявився зрадником батьківщини. Обов'язок покарати сина, що порушив встановлений батьком закон. Обов'язок покарати матір, щоб помстися за батька.

28. Перешкоди в коханні: Закоханий(а), Коханий(а), Перешкода. Закохані хочуть бути разом, але хтось чи щось заважає їм.
- Шлюб неможливий через соціальну нерівність. Шлюб неможливий через фінансову нерівність.
- Шлюб зривається ворогами чи випадковими перешкодами.
- Шлюб неможливий через заручення нареченої з іншим.
- Родичі заважають зв'язку закоханих.
- Закохані мають надто різні характери.

29. Любов до ворога: Закоханий(а), Коханий ворог, Ненависник. Персонаж любить іншу людину, але її оточення є ворогами і не дає закоханим зійтися.
- Закохану людину ненавидять родичі коханої. Закоханого переслідують брати коханої. Закохану людину ненавидить сім'я коханої. Кохана людина є ворогом для компанії жінки, що кохає його.
- Коханий є убивцею родичів жінки, яка кохає його.

30. Честолюбство: Честолюбець, Бажане, Противник. Честолюбець бажає досягнути чогось, чим володіє (що охороняє) Противник.
- Амбіції помічає і зупиняє родич або людина з відповідними правами.
- Повстанські амбіції.
- Амбіції та жадібність приводять честолюбця до злочинів.

31. Богоборництво: Людина, бог, Предмет боротьби. Смертний кидає виклик надприродному безсмертному.
- Боротьба з божеством. Боротьба з прибічниками божества.
- Протиріччя з божеством. Покарання за презирство до божества. Покарання за гординю перед богом.

32. Помилкові ревнощі: Ревнивець, Предмет ревнощів, Гаданий противник, Привід для ревнощів. Ревнивець винить кохану людину в зраді, що не відповідає дійсності.
- Помилкові ревнощі, викликані манією ревнивця. Помилкові ревнощі, викликані збігом обставин. Помилкові ревнощі до платонічної любові. Помилкові ревнощі, викликані чутками.
- Помилкові ревнощі одного, до яких підштовхує ворог.
- Взаємні ревнощі, до яких підштовхує суперник.

33. Судова помилка: Той, хто помилився, Жертва помилки, Предмет помилки, Дійсний винний. Персонажа несправедливо засуджують, приписуючи йому чужі злочини.
- Помилкові звинувачення там, де слід повірити на слово. Помилкові підозри коханої людини. Помилкові підозри коханої людини через неправильно зрозуміле ставлення закоханої в неї.
- Помилкові підозри, взяті на себе, щоб врятувати друга. Помилкові підозри падають на невинного. Підозрюваний здійснив інший злочин і вважає себе винним у приписуваному. Свідок злочину допускає підозрювання невинного в інтересах близької людини.
- Помилковим підозрам дозволяють пасти на ворога. Помилкові підозри викликані ворогом.
- Помилкові підозри кидаються злочинцем на свого ворога. Помилкові підозри кидаються злочинцем на іншу жертву, проти якої влаштовано змову.

34. Каяття: Винний, Жертва Винного, Шукач Винного. Злочинець зашкодив невинному чи здійснив інший злочин. Хтось/щось змушує це визнати.
- Каяття в невідомому іншим злочині. Каяття в убивстві. Каяття в убивстві батька.
- Каяття в помилці, здійсненій через кохання. Каяття в перелюбі.

35. Віднайдення загубленого: Загублений, Шукач. Шукач розшукує когось/щось втрачене і знаходить його.
- Знайдення викраденої дитини.
- Знайдення несправедливо ув'язненого.
- Знайдення дітьми батька.

36. Втрата близьких, коханих: Втрачений близький, Той, хто втратив близького, Винуватець втрати. Персонаж переживає смерть чи відчуженість близької людини, що сталася з вини іншого персонажа або певних сил.
- Спостереження вбивства близьким без можливості їх врятувати. Допомога близьким обертається нещастям через розкриття професійної таємниці.
- Передбачення смерті близької людини.
- Дослідження смерті близької людини.
- Здійснення підлості через відчай від дослідження смерті близької людини.

## Критика
Письменник і нарком освіти СРСР Анатолій Лунчарський, рецензуючи книгу Польті, писав, що в Гете згадувалися 36 трагічних ситуацій, перерахованих Гоцці, на які й орієнтувався Польті. На його думку праця Жоржа Польті заслуговує уваги і може бути корисною, проте в ній деякі ситуації є лише варіантами інших, тому автор перебільшує, говорячи, що віднайшов усі основні.
Радянський сценарист і теоретик кіно Валентин Туркін вважав, що класифікація Жоржа Польті надто умовна, кожна ситуація застосовна до надто різних творів. Але він, як і Лурчанський, відзначав її корисність для конструювання сюжетів.